# Jackson Pollock
Paul Jackson Pollock, ameriški slikar, * 28. januar 1912, Cody, Wyoming, ZDA, † 11. avgust 1956, Springs, New York, ZDA.
Pollock je bil vplivni slikar in eden od glavnih predstavnikov gibanja abstraktnega ekspresionizma. Tudi njegova žena Lee Krasner, ki jo je spoznal leta 1939, je bila pomembna ameriška slikarka.

## Mladost in študij
Pollock se je rodil na ranču Watkins v Codyju na severozahodu Wyominga. Bil je najmlajši od petih sinov farmerja in kasnejšega vladnega zemljemerca Le Roya Mc Coya. Posinovil ga je Pollock iz Iowe in po njem je želel obdržati priimek. Oče Mc Coy je bil poljedelec, doma iz Nove Anglije. V začetku 1920. se je zaposlil v državni službi kot zemljemerec. Mati Stella May Mc Clure je bila irskega rodu. Družina je zapustila Cody, ko je bil Paul star eno leto. Do njegovega desetega leta se je družina selila desetkrat, vsakič v drugo mesto. Paul je odraščal v Arizoni in v mestu Chico, Kalifornija. Kmalu mu je umrl oče. Leta 1930 je končal srednjo šolo za uporabno umetnost (Manual Arts High School) v Los Angelesu. Že v zgodnji mladosti se je med očetovim delom pri zemljemerstvu seznanil s kulturo ameriških staroselcev. Najprej se je v Los Angelesu estetsko zanimal za kiparstvo, saj je ta umetniška dejavnost bolj ustrezala njegovemu značaju. Plastične vaje so mu omogočale odkrivanje samega sebe in so ustrezale njegovi želji po ustvarjanju, da bi se odlikoval z nečim oprijemljivim. Poleg umetnosti se je začel zanimati za daljnovzhodno in indijsko filozofijo. Bral je Krišnamurtija, kasneje pa se je zanimal za Junga in psihoanalizo. Med letoma 1928 in 1929 je pomagal svojemu očetu in bratu Sanfordu pri geoloških in topografskih delih v Velikem kanjonu, Arizoni in vsej Kaliforniji. V teh letih se je začel predajati alkoholizmu, ki se ga ni mogel otresti vse življenje. 
Leta 1929 se je z bratom Charlesom preselil v New York, kjer sta oba študirala pri Bentonu na umetniški akademiji Umetniška študentska zveza (Art Students League of New York). Pollock je v tem času opustil svoje prvo ime Paul, in odslej uporabljal le srednje ime Jackson. Benton je bil eden od najbolj znanih predstavnikov ameriškega pokrajinskega realizma. S Pollockom je ravnal kot oče s sinom in mu tudi materialno pomagal. Njegov podeželski slog je na Pollocka vplival v manjši meri, bolj sta nanj vplivala ritmična raba barv in silovita neodvisnost. Po mojstru je prevzel tehniko odkritih, živahnih in dinamike polnih potez s čopičem v baročnem slogu. Bolj pomembni so bili vplivi Ryderja in kasneje Siqueirosa ter socialni realizem Orozca. Prve izkušnje s stenskim slikarstvom so v Pollocku prižgale njegovo srčno željo za slikanje samostojnih velikih del, ki jo je uresničil 12 let kasneje.
Po letu 1935 so ga najbolj navdihovali Picasso, Miró in evropski surrealisti. Leta 1938 je opustil svoj študij, ki ga je dotlej delil z brati, in se umaknil v samotno življenje. Med letoma 1938 in 1942 je delal na projektu upodabljajočih umetnosti Zveznega umetniškega projektivnega urada (Federal Art Project) newdealovske agencije WPA. Projekt je ustanovila vlada, da bi pomagala umetnikom. Njegovi uspehi v tem okviru so bili skromni. Nekatere njegove slike iz tega obdobja so sedaj izgubljene. Ohranjene slike pričajo o njegovi kompleksni povezavi med uporabljenim materialom in postopno pojavitvijo globokega osebnega slikovnega jezika.
Leta 1939 se je udeležil pomembne razstave v galeriji Mac Millan Gallery v New Yorku, ki jo je organiziral John Graham. Leta 1942 mu je Robert Motherwell predstavil Peggy Guggenheim, ki se je ravno tisti čas vrnila iz Evrope, podpisala z njim petletno pogodbo in mu naročila sliko velikih izmer za njeno hišo v New Yorku. Istega leta se je udeležil skupinske razstave »Umetnost tega stoletja« (»Art of This Century«) v New Yorku. Tedaj je Clement Greenberg prvi odkril novost in vrednost njegovega poslanstva in o tem pisal v častniku The Nation. Občinstvo in poznavalce umetnosti je opozoril na Pollocka. Bil je njegov zaščitnik in ga je v tisku neutrudno podpiral.

## Ustvarjanje v Springsu
Oktobra 1945 se je Pollock poročil z Lee Krasner, ki je od vsega začetka verjela v njegovo umetnost. Leonora Krasner je bila Judinja ruskega porekla. Novembra sta se preselila v zaselek Springs na skrajnem vzhodnem robu Long Islanda, kjer sta si uredila hišo in atelje. Peggy Guggenheim jima je posodila sredstva za leseno hišo in skedenj, ki ga je Pollock preuredil v slikarsko delavnico. Tu je izpopolnil svojo tehniko spontanega dela s tekočimi barvami.
Pollock se je seznanil z uporabo tekočih barv leta 1936 na eksperimentalni delavnici v New Yorku, ki jo je vodil mehiški muralist Siqueiros. Kasneje je poleg drugih tehnik uporabljal barvno zlivanje v delih iz zgodnjih 1940-tih, na primer Moški in ženska ali Kompozicija z zlivanjem I. V Springsu je začel slikati na platna položena na tla ateljeja in razvil tehniko, ki so jo kasneje poimenovali tehnika »kapljanja« (»drip« technique). Ta način slikanja je zahteval barvo z viskoznostjo tekočine, tako da je začel uporabljati tedaj nove umetne barve na osnovi smole, ki so jih izdelali za industrijske namene kot je barvanje avtomobilov s pršenjem. Med 2. svetovno vojno so bile te barve bolj dosegljive kot običajne umetniške oljne barve in bile so tudi cenejše. Pollock je opisal uporabo teh domačih in industrijskih barv namesto umetniških kot »naravni razvoj iz potrebe«. Uporabljal je bolj trde čopiče, palice in celo injekcijske brizgalke. Naredil je luknjo v pločevinki za barvo ter tako dobil podaljšan curek. Njegova tehnika vlivanja in kapljanja naj bi prispevala k razvoju pojma akcijskega slikarstva. S to tehniko je lahko dosegel bolj neposredno ustvarjanje, kjer je barva dobesedno letela z izbranega umetniškega orodja na platno. Z določitvijo običajnega slikanja na navzgor obrnjeno površino je dodal novo razsežnost in je lahko dodajal barvo na platna z vseh smeri.
Pri ustvarjanju slik na ta način se je odmaknil od figurativne predstavitve in se spopadel z zahodno tradicijo uporabe slikarskega stojala in čopiča, in tudi od uporabe roke in zapestja, saj je za slikanje uporabljal celotno telo. Leta 1956 mu je revija Time zaradi njegovega samosvojega načina slikanja nadela vzdevek »Jack Kapljalec« (»Jack the Dripper«).
»Moje slike ne prihajajo s stojala. Rad pričvrstim neraztegnjeno platno na trden zid ali na tla. Potrebujem odpornost trde površine. Na tleh lahko ustvarjam z lahkoto. Počutim se bližje, bolj v sliki, saj lahko na ta način hodim okoli nje, delam z vseh štirih strani in sem dejansko v njej.«
»Vedno manj uporabljam običajna slikarska orodja kot so stojalo, paleta, čopiči itd. Rajši imam palice, lopatice, nože in kapljajočo tekočo barvo ali težek, gost namaz s peskom, polomljeno steklo ali kakšne druge dodane materiale.«
»Kadar slikam, se ne zavedam kaj delam. Le po nekaj 'predstavitvenih' periodah lahko vidim kje sem. Ni me strah narediti spremembe, uničiti sliko itd., saj ima slika svoje življenje. Poskušam da se uresniči. Le kadar izgubim stik s sliko, pride do zmešnjave. Drugače vlada čista ubranost, izmenjava misli poteka lahkotno in slika nastane brez problema.«
Pollock je opazoval slikanje na pesku ameriških staroselcev v 1940. Na njegovo kapljajočo tehniko se vplivali mehiški muralisti in tudi surrealistični avtomatizem. Zavrnil je »naključje«. Običajno je imel zamisel o tem kako se naj določen del pojavi. Na gibanje svojega telesa je imel vpliv, vzporedno z njim se je mešal gost tok barve, sila težnosti in vplival je način kako se je barva vpila v platno. Mešanica obvladovanega in neobvladovanega. Pri ustvarjanju je barvi pustil prosto pot, jo kapljal, vlival, škropil in se odločno gibal okoli platna, skoraj kot pri plesu, vse dokler ni videl tistega kar je hotel. Raziskave Taylorja, Micolicha in Jonasa so obravnavale naravo Pollockove tehnike in ugotovile, da nekatera dela kažejo lastnosti matematičnih fraktalov. Njegova dela so postajala vse bolj fraktalna. Domnevajo, da se je Pollock do neke mere zavedal narave kaotičnega gibanja in je poskušal oblikovati, kar si je predstavljal kot popolna predstavitev matematičnega nereda, več kot deset let preden se je razvila teorija kaosa. Taylor je označil Pollockov slog kot fraktalni ekspresionizem. S privzetjem procesov tvorjenja vzorcev narave Pollockove slike niso oponašale narave ampak so bile zgledi zanjo.
Leta 1948 je imel svojo prvo razstavo v »Art of This Century«. Leta 1950 mu je muzej sodobne umetnosti priredil razstavo na XXV. bieneškem bienalu z Gorkyjem in de Koonigom. Tega leta je Hans Namuth, mladi študent fotografije hotel fotografirati in posneti Pollocka pri delu. Pollock je obljubil, da bo ustvaril novo sliko posebej za fotografiranje, ko pa je Namuth prišel v dogovorjenem času, se mu je Pollock opravičil, da je sliko že končal. Namuth je opisal svoj prihod v atelje:
»Kapljajoča mokra platna so pokrivala ves pod ... Bila je popolna tišina ... Pollock je gledal sliko. Potem je nepričakovano vzel pločevinko barve in čopič in začel krožiti okoli platna. Bilo je kot da je nenadoma spoznal da slika še ni gotova. Njegovi gibi, najprej počasni, so postopoma začeli biti hitrejši in bolj podobni plesu, medtem pa je razlival črno, belo in rjavo barvo na platno. Popolnoma je pozabil, da sva bila z Lee tam. Verjetno ni slišal sprožila fotoaparata ... Fotografiral sem tako dolgo dokler je slikal, morda pol ure. Ves ta čas se Pollock ni ustavil. Kako je lahko bil tako dejaven? Nazadnje je dejal: 'To je to.'«
»Pollockove najboljše slike odkrivajo, da njegove poteze ne dajejo povoda pozitivnim ali negativnim področjem. Ne moremo občutiti da en del platna zahteva, da jo imamo za figuro, abstraktno ali predstavljajočo, drug del pa si mislimo kot ozdaje. Ne obstaja znotraj ali zunaj Pollockove črte ali prostor, skozi katerega se giblje. Pollocku se je uspelo osvoboditi črte ne samo od njene funkcije predstavljanja stvari v svetu, ampak tudi od njene vloge opisovanja ali omejevanja oblik ali figur, abstraktnih ali predstavljajočih, na površini platna.«
Namuth je snemal Pollocka še enkrat iz žabje perspektive. Na filmu se vidi kako slika po steklu, vidijo se njegovi gibi, izrazi na obrazu in sledi barv, ki curljajo.

## Po letu 1950
Pollockove najbolj znane slike izhajajo iz tega »kapljajočega obdobja« med letoma 1947 in 1950. Svojo slavo si je pridobil 8. avgusta 1949, ko je revija Life objavila naslov »Ali je največji živeči slikar v Združenih državah?« Na višku svoje slave je Pollock nenadoma opustil ta slog.
Njegova dela po letu 1951 so imela temnejše barve. Nekaj je bilo črnih na nepričvrščenih platnih. Nato je spet začel uporabljati barve in figurativne elemente. V komercialni galeriji je bilo veliko povpraševanja zbiralcev za nove slike. Zaradi tega pritiska se je njegova nagnjenost do pijače še poglobila.
Želel je končati gledalčevo iskanje predstavljajočih elementov v svojih slikah, in je tako opustil njihovo poimenovanje, in jih je raje številčil. S tem v zvezi je dejal: »... gledajo pasivno in poskušajo sprejeti kaj slika lahko ponudi. Ne zanima jih vsebina ali vnaprej ustvarjena zamisel o tem kaj bi sploh morali gledati.« Lee Krasner je dejala: »Pollock je dajal naslove svojim slikam ... sedaj pa jih preprosto oštevilči. Številke so nevtralne. Prisilijo ljudi da gledajo v sliko zaradi tega kar je - čista slika.«
V letih 1952 in 1953 je imel še dve osebni razstavi v Evropi, v ateljeju Paula Facchettija v Parizu in Kunsthausu v Zürichu. Vsi ti umetniški in gospodarski uspehi mu niso mogli povrniti duhovne vedrine. Njegovo delo mu je bilo nekakšen verski obrednik, ki ga je ves ta čas tiščal v jasnovidnem bledežu. Živel je tik na meji neposredne katastrofe, fizično že povsem zanemarjen. 
Pollock leta 1955 skoraj ni slikal. Po boju z alkoholizmom, ki ga je bil celo življenje, se je njegova pot prekinila v avtomobilski nesreči s športnim avtom Oldsmobile manj kot miljo stran od njegovega doma v Springsu v 45. letu starosti. Ena sopotnica Edith Metzger je umrla, Pollockova prijateljica Ruth Kligman pa je preživela. Po njegovi smrti je s posestvom upravljala Lee Krasner. Poskrbela je, da je Pollockov ugled ostal močan, navkljub spremembam umetniških slogov. Oba sta pokopana na pokopališču Green River v Springsu, kjer je z veliko skalo naznačen njegov grob, z manjšo pa njen.
Njegova zadnja slika iz leta 1955 nosi naslov Vonjave.

## Pregled glavnih del
- (1934) Na zahod (Going West) Smithsonian American Art Museum, Washington
- (1934) Plamen (The Flame) zbirka Lee Krasner-Pollock, New York
- (1938) Goli mož z nožem (Naked Man with Knife) Galerija Tate, London
- (1938) Rojstvo (Birth) Galerija Tate, London
- (1938) Brez naslova (Untitled) zbirka Lee Krasner-Pollock, New York
- (1941) Ptica (Bird) zbirka Lee Krasner-Pollock, New York
- (1942) Moški in ženska (Male and Female) Philadelphia Museum of Art
- (1942) Stenografska figura (Stenographic Figure) Muzej moderne umetnosti, New York
- (1942) Mesečna ženska (The Moon Woman) Zbirka Peggy Gugenheim, Benetke  Arhivirano 2008-04-15 na Wayback Machine.
- (1943) Mural University of Iowa Museum of Art  Arhivirano 2008-01-04 na Wayback Machine.
- (1943) Mesečna ženska pretrga obroč (Moon-Woman Cuts the Circle)
- (1943) Volkulja (The She-Wolf) Muzej moderne umetnosti, New York
- (1943) Blue (Moby Dick) Ohara Museum of Art, Kurašiki
- (1943) Kompozicija z zlivanjem II (Composition with Pouring II) Hirshhorn Museum and Sculpture Garde, Smithonian Institution, Washington
- (1943) Varuhi skrivnosti Umetniški muzej, San Francisco
- (1944) Totemska učna ura (Totem Lesson) zasebna zbirka
- (1944) Gothic zbirka Lee Krasner-Pollock, New York
- (1944) Brez naslova (Untitled) zbirka Lee Krasner-Pollock, New York
- (1945) Zaskrbljena kraljica (Troubled Queen) Museum of Fine Arts, Boston  Arhivirano 2007-03-10 na Wayback Machine.
- (1945) Brez naslova (Untitled) zbirka Lee Krasner-Pollock, New York
- (1945) Brez naslova (4) (Untitled (4)) zbirka Lee Krasner-Pollock, New York
- (1945) Brez naslova (Untitled) zbirka Lee Krasner-Pollock, New York
- (1945) Bilo jih je sedem v osem (There Were Seven in Eight) zbirka Lee Krasner-Pollock, New York
- (1946) Oči v vročini (Eyes in the Heat) Zbirka Peggy Guggenheim, Benetke
- (1946) Ključ (The Key) Art Institute of Chicago
- (1946) Čajna skodelica (The Tea Cup) Zbirka Frieder Burda, Baden-Baden
- (1946) Svetlikajoča substanca (Shimmering Substance), iz The Sounds In The Grass Muzej moderne umetnosti, New York
- (1946) Obrezovanje (Circumcision) Zbirka Peggy Gugenheim, Benetke  Arhivirano 2008-04-11 na Wayback Machine.
- (1946) Prosta oblika (Free Form) zbirka Lee Krasner-Pollock, New York
- (1947) Full Fathom Five Muzej moderne umetnosti, New York
- (1947) Katedrala (Cathedral)
- (1947) Začarani gozd (Enchanted Forest) Zbirka Peggy Guggenheim, Benetke
- (1947) Alkimija (Alchemy) Zbirka Peggy Gugenheim, Benetke  Arhivirano 2008-04-10 na Wayback Machine.
- (1947) Full Fathom Five
- (1948) Slika (Srebrna čez črno, belo, rumeno in rdečo) (Painting)
- (1948) Številka 5 (Number 5) (4 ft x 8 ft) zasebna zbirka
- (1948) Številka 8 (Number 8)
- (1948) Poletje: Številka 9A (Summertime: Number 9A) Tate Modern
- (1948) Številka 1A, 1948 (Number 1A, 1948) zbirka Lee Krasner-Pollock, New York
- (1949) Številka 3 (Number 3)
- (1949) Številka 10 (Number 10) Museum of Fine Arts, Boston  Arhivirano 2007-03-19 na Wayback Machine.
- (1949) Iz mreže (Out of the Web) Staatsgalerie Stuttgart
- (1949) Brez naslova (Zeleno srebrna) (Untitled (Green Silver)) Zbirka Peggy Gugenheim, Benetke  Arhivirano 2008-03-27 na Wayback Machine.
- (1950) Številka 1, 1950 (Sivkina megla) (Number 1, 1950 (Lavender Mist) National Gallery of Art
- (1950) Jesenski ritem (Številka 30), 1950 (Autumn Rhythm (Number 30), 1950) Metropolitanski muzej umetnosti, New York
- (1950) Številka 29, 1950 (Number 29, 1950) National Gallery of Canada
- (1950) Ena: Številka 31, 1950 (One: Number 31, 1950) Muzej moderne umetnosti, New York
- (1950) Številka 32 (Number 32) Kunstsammlung Nordrhein-Westfalen, Düsseldorf
- (1950) Brez naslova (Untitled) zbirka Lee Krasner-Pollock, New York
- (1950) Brez naslova (Untitled) zbirka Lee Krasner-Pollock, New York
- (1950) Brez naslova (Untitled) zbirka Lee Krasner-Pollock, New York
- (1950) Številka 7, 1950 (Number 7, 1950) zbirka Lee Krasner-Pollock, New York
- (1951) Številka 7, 1951 (Number 7, 1951) National Gallery of Art  Arhivirano 2009-05-06 na Wayback Machine.
- (1951) Odmev: Številka 25, 1951 (Echo: Number 25, 1951) zbirka Ben Heller, New York
- (1951) Brez naslova (Untitled) zbirka Lee Krasner-Pollock, New York
- (1951) Brez naslova (Untitled) zbirka Lee Krasner-Pollock, New York
- (1952) Zbliževanje (Convergence) Albright-Knox Art Gallery  Arhivirano 2006-11-15 na Wayback Machine.
- (1952) Blue Poles: No. 11, 1952 National Gallery of Australia
- (1952) Brez naslova (Untitled) zbirka Lee Krasner-Pollock, New York
- (1952) Številka 8 (Number 8) Wadsworth Atheneum, Hartford, Connecticut
- (1952) Številka 12 (Number 12) zasebna zbirka, New York
- (1952) Številka 7 (Number 7) zbirka Lee Krasner-Pollock, New York
- (1952) Belo in črno, Številka 5 (White and Black, Number 5) zbirka Lee Krasner-Pollock, New York
- (1952) Številka 4 (Number 4) zbirka Lee Krasner-Pollock, New York
- (1952) Številka 3 (Number 3) zbirka Alfonso A. Ossorio in Edward F. Dragon, New York, East Hampton
- (1953) Portret in sanje (Portrait and a Dream)
- (1953) Velika noč in totem (Easter and the Totem) The Museum of Modern Art
- (1953) Oceanska sivina (Ocean Greyness) Zbirka Peggy Gugenheim, Benetke
- (1953) Globina (The Deep) Musee National d'Art Moderne, Centre Georges Pompidou, Pariz
- (1953) Štirje nasprotniki zbirka Boris in Sophie Leavitt, Hanover, Pensilvanija
- (1953) Sinji drogovi zbirka Ben Heller, New York
- (1953) Friz (Frieze) zasebna zbirka
- (1953) Slika (Painting) zbirka Lee Krasner-Pollock, New York
- (1954) Bela svetloba (White Light) zbirka Sidney in Harriet Janis, New York
- (1955) Vonjave zbirka Leo Castelli, New York